# Altenteil
Altenteil, Ausgedinge (Österreich) oder Austrag (Bayern) heißen die Regelungen zur Altersversorgung, die sich der bisherige Inhaber eines landwirtschaftlichen Betriebes bei Abschluss des notariellen Hofübergabevertrages gegenüber seinem Erben und Nachfolger ausbedingt. Der Austrag ist eine Form des Leibgedinges. Eine andere Bezeichnung ist Ausnahme. Der Nutznießer wird bisweilen als Altenteiler, Auszügler oder Ausnehmer bezeichnet.

## Wortbedeutung

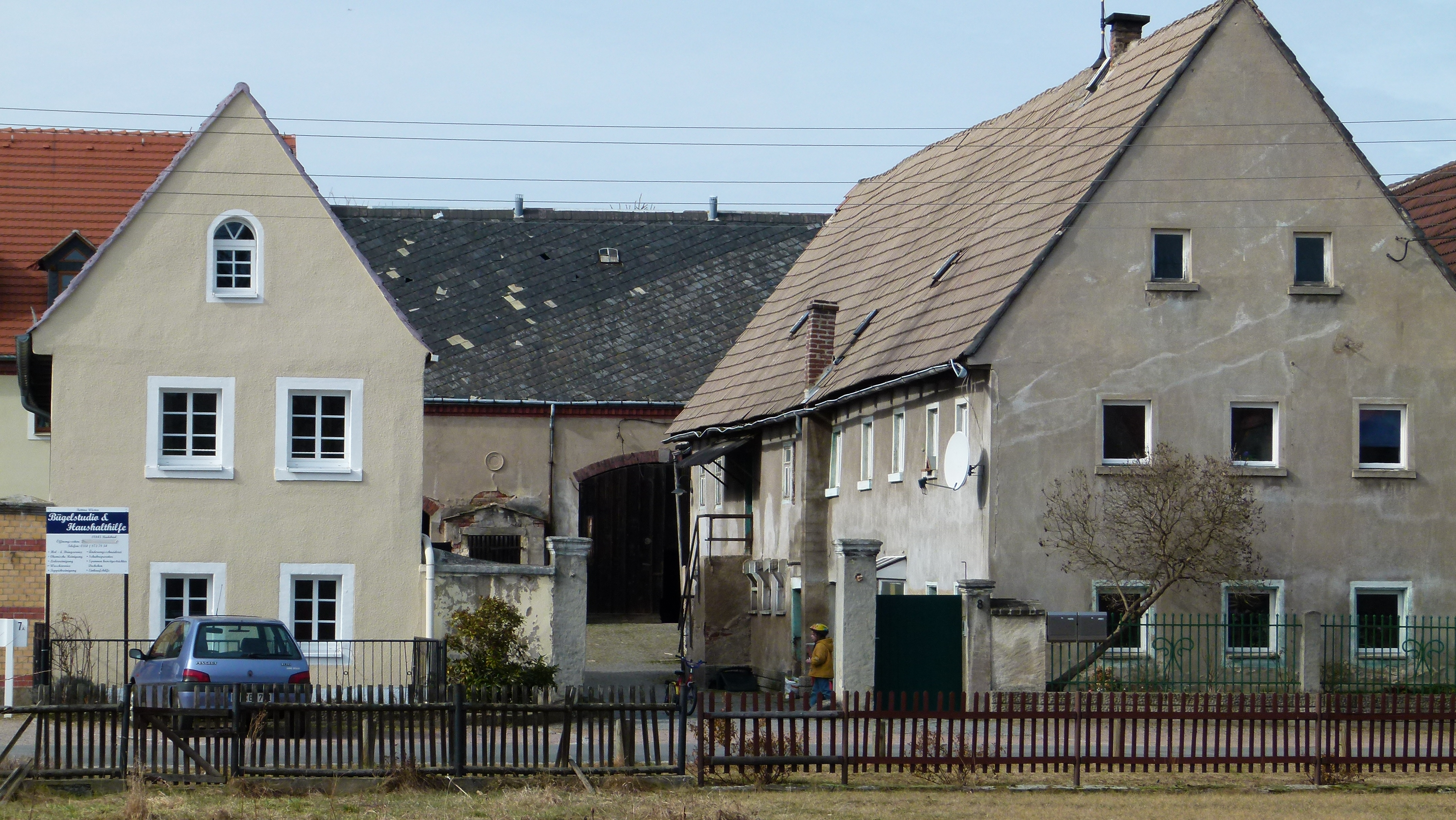
Hof mit Auszugshaus (links) in Radebeul-Naundorf

Ausgedinge lässt sich daraus ableiten, dass der Altenteiler sich bestimmte Leistungen ausgedungen hat. Das Wort Austrag stammt von den Vertragsverhandlungen, die vor der Hofübergabe stattfanden. Interessenkonflikte und Streitpunkte über Entgelte, Mitspracherechte bei Landverkäufen und Deputate zur Versorgung wurden zwischen dem Austragsbauer und seinem Nachfolger ausgetragen (ausgehandelt). Eine andere Erklärung ist, dass der Austragsbauer aus den Büchern (Grundbuch) ausgetragen und stattdessen der Nachfolger als neuer Eigentümer eingetragen wird (vgl. Auszughaus).
Üblicherweise betreffen solche Regelungen
1. den Wohnraum im Auszughaus – meist nur ein Wohnrecht in bestimmten Gebäudeteilen, früher bei reichen Höfen, Gutshöfen und in bestimmten Landstrichen auch ein separates Gebäude – der Begriff Austrag bzw. Altenteil bezeichnet in der Umgangssprache häufig auch nur die Räumlichkeiten des Austraglers bzw. Altenteilers.
2. die Pflege bei Krankheit und altersbedingten Leiden
3. die Nahrungsversorgung
4. die Versorgung mit Kleidung
5. ggf. ein „Taschengeld“
6. die Versorgung mit Wärme (Ofen, Heizmaterial, bzw. früher ein „Wärmeloch“ im Fußboden eines Raumes oberhalb der geheizten Hauptstube).

## Rechtsgrundlagen
Steht mit der Überlassung eines Grundstücks ein Leibgedingvertrag (Leibzuchts-, Altenteils- oder Auszugsvertrag) in Verbindung, so gelten für das sich aus dem Vertrag ergebende Schuldverhältnis, soweit nicht besondere Vereinbarungen getroffen sind, neben den Vorschriften des Bürgerlichen Gesetzbuchs über die Leibrente in einzelnen Ländern besondere Vorschriften in den Ausführungsgesetzen zum Bürgerlichen Gesetzbuch, z. B. in Baden-Württemberg und Bayern.

## Heutige Situation
In den letzten Jahrzehnten wurde von der landwirtschaftlichen Beratung empfohlen, neben einem grundbuchlich abgesicherten Wohnrecht nur noch ein Taschengeld in Übergabeverträgen zu vereinbaren. Insbesondere die früher allgemein übliche Formulierung der Pflege in guten wie in schlechten Tagen führte angesichts der Kosten eines Pflegeheims zu einer existenzbedrohenden Lage für den Erben. Seit 1957 erfolgt eine Ergänzung des Altenteils durch die gesetzliche Alterssicherung der Landwirte, seit 1972 ebenfalls durch die gesetzlich geregelte Krankenversicherung der Landwirte sowie seit 1995 durch die gesetzliche Pflegeversicherung. Als Mittel gegen Zersiedlung der Landschaft wird in einigen deutschen Bundesländern die Bindung des Altenteilerhauses an den landwirtschaftlichen Betrieb per Baulast gesichert.

## Abgeltung
Zur Umwandlung in einen Geldanspruch bei einem Altenteil nach deutschem Recht: Liegt ein echter Leibgedings- bzw. Altenteilsvertrag i. S. v. Art. 96 EGBGB vor, weil das Vertragsobjekt eine die Existenz des Übernehmers wenigstens teilweise begründende Wirtschaftseinheit ist, sind die landesrechtlichen Bestimmungen der Ausführungsgesetze zum BGB zu beachten.
Verlässt der Berechtigte aus besonderen Gründen das übergebene Anwesen auf Dauer (zum Beispiel wegen Heimpflegebedürftigkeit), muss der aus dem Leibgedingsvertrag verpflichtete Übernehmer auch für die eintretende Befreiung von der Pflicht zur Gewährung von Wohnung eine Geldrente zahlen, die dem Wert der Befreiung nach billigem Ermessen entspricht. Der Sachwert der Wohnung ist abzugelten, wobei überwiegend auf die erzielbare Nettomiete der dem Wohnrecht unterliegenden Räumlichkeiten abgestellt wird.
Zur Ausnahme laut Rechtsprechung hat sich der Bundesgerichtshof geäußert.

## Quelle
- Eintrag zu Altenteil im Austria-Forum (im AEIOU-Österreich-Lexikon)